# Euorodalus himalayanus
Euorodalus himalayanus är en skalbaggsart som beskrevs av Koshantschikov 1916. Euorodalus himalayanus ingår i släktet Euorodalus och familjen Aphodiidae. Inga underarter finns listade i Catalogue of Life.